# Dravograd
Dravograd (en alemán Unterdrauburg) es un pequeño pueblo y municipio con el mismo nombre, en Eslovenia, situado en un lugar de paso entre la frontera de Eslovenia con Austria, junto al río Drava. El municipio tiene 8.863 habitantes y una extensión de 105 km².
El pueblo, poblado desde la época romana, conserva la iglesia románica de San Vito, que data de 1117, y las ruinas del viejo castillo llamado stari grad. 

## Geografía
Dravograd se localiza en la parte septentrional de Eslovenia, en la confluencia de tres ríos: el Drava, el Meža y el Mislinja.
El municipio consta de 24 asentamientos agrupados en 5 comunidades locales: Dravograd, Črneče, Libeliče, Šentjanž pri Dravogradu y Trbonje.